# Esmeralda coerulea
Esmeralda coerulea är en skalbaggsart som först beskrevs av Carl Johan Schönherr 1817.  Esmeralda coerulea ingår i släktet Esmeralda och familjen långhorningar.
Artens utbredningsområde är:
- Guyana.
- Surinam.

Inga underarter finns listade i Catalogue of Life.